# Лицарі Некзо Найтс
«Лицарі Некзо Найтс» (англ. «Nexo Knights») — анімаційний телевізійний серіал, який дебютував у 2015 році. Він ґрунтується на однойменній серії іграшок «LEGO Nexo Knights». 2018 року компанія «Lego» припинила розробку теми «Nexo Knights», що призвело також до скасування мультсеріалу.

## Сюжет
У королівстві Найтон, де співіснують середньовічні традиції та високі технології, довго панував лад і спокій. Але королівський блазень Джестро знайшов Книгу Монстрів і, піддавшись її впливу, викликав орду чудовиськ, з допомогою яких забажав заволодіти Найтоном і привласнити собі багатства королівства. Надія на порятунок лягла на випускників Лицарської Академії Некзо, єдиним, що здатні протистояти Джестро та його армії. Разом із голографічним чарівником Мерлоком вони вирушають у мобільній фортеці Фортрекс на пошуки способу подолати сили зла. В цьому їм допомагають некзо-сили, здатні давати нові чарівні сили.
Перший сезон. П'ятеро випускників Лицарської Академії, Клей, Мейсі, Аарон, Аксель і Ланс, готуються до посвяти у лицарі перед королем Гальбертом. Придворний чаклун Мерлок влаштовує їм останнє випробування, яке ті успішно проходять. В цей час королівський блазень Джестро, ображений на всіх через невдалий виступ, знаходить в бібліотеці живу Книгу Монстрів. Книга обіцяє йому велику силу і владу, яких він вартий. Джестро погоджується, чаклун Мерлок намагається його зупинити та гине у вибусі. Лицар Клей винить себе в тому, що не захистив Мерлока, інші лицарі пригнічені втратою чаклуна. Тим часом Джестро знаходить книгу заклять, з допомогою якої прикликає чудовиськ, які насуваються на столицю. Лицарі намагаються їх зупинити, учні академії Ава і Робін знаходять в руїнах бібліотеки Мерлока, що переніс свій розум до комп'ютера і тепер існує у вигляді голограми. Чаклун передає лицарям чарівні сили, щоб вони зупинили ворогів.
Зазнавши поразки, Джестро не відступає, а намагається позбавити королівство запасів води, взяти в заручники короля з королевою. Коли й це не вдається, він прикликає чудовисько Віпареллу, що втілює страхи, і лише Аарону вдається подолати її. Після низки пригод лицарі опиняються в пастці, та на допомогу приходить Чорний Лицар — робот, створений Робіном. Джестро ловить лицарів поодинці, та Аарон звільняє всіх. Джестро досягає столиці і майже перемагає, проте лицарі вчасно прибувають на допомогу. Клей користується могутньою некзо-силою і знищує армію монстрів.
Другий сезон. Джестро вцілів і збирає по всьому королівству магічні книги. Йому вдається добути книги Страху, Обману, Жадібності, Жорстокості та Зради. Лицарі намагаються йому завадити, але блазень, попри дрібні невдачі, досягає свого. Заволодівши Книгою Зради, Джестро зраджує Книгу Монстрів і тікає, щоб її сила не дісталась нікому іншому. Він зустрічає некзо-лицарів та дізнається, що всі книги — це частини сили чаклуна Монстракса, котрого 100 років тому переміг Мерлок. Книга Монстрів схоплює Джестро і Клей погоджується віддати їй Книгу Зради в обмін на Джестро. Лицарі при допомозі Мерлока штурмують Вогняний замок, де зібрані всі книги, і перемагають сили зла.
Третій сезон. Минуло чимало часу після перемоги над Книгою Монстрів. Лицарі та Джестро знайшли собі різні заняття. Несподівано з'являється Монстракс в подобі хмари, схиляє на свій бік Джестро і створює армію з оживлених статуй. Лицарі не можуть перемогти статуї, адже Монстракс кожного разу відновлює їх. Врешті Монстракс знаходить свій посох і вирушає разом з блазнем до гори Громовдар, де можуть накопичуватись закляття. Мерлок придумує як поєднати некзо-сили, завдяки чому лицарі перемагають статуї. Але в Клея влучає проклята блискавка Монстракса, що повільно перетворює його на камінь. Робін повертає Клея у стрій, зробивши йому чарівні обладунки. Коли Монстракс відбирає у лицарів їхні щити, саме Клей рятує їх. Лицарі отримують нові обладунки, в яких захищають королівство від планів Монстракса. Чаклун знаходить і виготовляє нові статуї, поки Джестро шукає нові магічні сили. Монстраксс воскрешає відьму Руїну, щоб вона викрала королеву. Клей рятує її, але повністю кам'яніє. Коли Джестро отримує всі магічні сили, він приносить їх Монстраксу. Аарон очолює лицарів і веде їх на бій з чаклуном, в якому лицарі перемагають.
Четвертий сезон. Королівство сильно постраждало від Монстракса, але король влаштовує святкування, що підбадьорити підданих. Джестро очолює ожилі статуї, знаходить вцілілого Монстракса і нову магічну силу. Чаклун оживлює скам'янілого Клея, щоб той служив йому, та Мерлок звільняє лицаря з-під його влади. Клей звільняється від прокляття, проте втрачає пам'ять. Він заново приєднується до некзо-лицарів, але відчуває неконтрольований гнів. Клей дізнається, що є сином Руїни і боїться, що не зможе протистояти спадковому злу, тому просить перетворити його назад на камінь. Перед цим Клей довідується план Монстракса оживити величезного кам'яного велетня. Чаклуну вдається здійснити задумане, він командує велетнем і нищить королівство. Лицарі безуспішно намагаються його зупинити, тоді Клей повертається і, опанувавши своїми силами, за дорученням Мерлока приєднується до Робіна. Той майструє ракету, в якій запускає лицарів у голову велетня. Мерлок приходить на допомогу, вселившись у власні обладунки, і при допомозі лицарів руйнує вівтар магічних сил. Керуючи Фортрексом, Клей повалює ослабленого велетня. Армія Монстракса перетворюється на каміння. На честь перемоги влаштовується святкування, Джестро ж чекає покарання. Руїна забирає з залишків велетня табличку з магічною силою.

## Оригінальне озвучення
- Алан Маріотт — Гоблтон Ремблі, Чеддартон
- Алессандро Джулівні — Аарона Фокса, Спаркса, Тодд
- Браян Драммонд — Аксель, Мерлок 2.0, Король Халберта, Герб Гербертсон, Катберт Річмонда, Джору Тайтвад, батьки Акселя, Берзі (Епізод 8)
- Кейтлін Бейрстоу — Іззі Річмонд, Лотту Фен, Лотту Бюджет
- Колін Мердок — Кафмайєр
- Ерін Метьюз — Мейсі Халберт, Робін Андервуд, Лаварія (Епізод 8)
- Гаррі Чалк — Магмар
- Джайлз Пантон — Клей Мурінгтона, Блок, Берзі, Повелитель звірів, батько Аарона, Едвард Евадсон
- Хізер Дурксен — Руїну Стоунгарт
- Ян Ханлін — Ленс Річмонд, Мейнард, Юрген фон Штрогейм, Молтор, Флама, Шая ЛаБлейд, Джек Шилдс
- Джейсон Сімпсон — Руг, Рекс, Рамбл
- Дженніфер Хейворд — Голді Річмонд
- Кетлін Барр — Віпарелла
- Кірбі Морроу — Слаб Роковскі
- Ліза Бантінг — Хадда Хаммерін
- Марк Олівер — Монстрокс, Кам'яний Колос
- Маріке Хендріксе — Ава Прентіс, Брікні Спірс,
- Майкл Адамтуейт — директор Брікленд, сер Гріффітс,
- Майкл Дейнгерфілд — Джокс Найтлі, косплеєр Ленса, Гаргуль
- Майкл Донован — Лицари-Боти, Денніс, Ковбой-Бот, Чилі Ваніль, Модні Штани, Мануель, Робот Хутват
- Ноель Йогансен — Гарг
- Ніколь Олівер — Королева Галберт, Еліс Сквайрс, Лаварія, Принцеса, мама Арона
- Пол Добсон — Кракенскул
- Сем Вінсент — Флетчер Боумен
- Вінсент Тонг — Джестро, Роджер Скрабер, Лицарський Бібера, косплеєр Джестро, Роберто Арнольді, Дастін Гоффмайор, Томас і Томмі Фокс, Флама (Епізод 7)

## Український дубляж
Українською мовою дубльовано студією «1+1» на замовлення телеканалу «ПлюсПлюс».

### Ролі дублювали
- Клей — Андрій Федінчик
- Мейсі — Анастасія Зіновенко, Єлизавета Зіновенко (40 серія)
- Ланс — Юрій Кудрявець
- Аксель — Андрій Мостренко
- Аарон — Павло Скороходько
- Ава — Єлизавета Зіновенко
- Робін — Лідія Муращенко
- Король — Олег Лепенець, Ярослав Чорненький (37, 40 серії)
- Королева — Ніна Касторф, Олена Яблочна (37, 40 серії)
- Мерлок — Анатолій Зіновенко, Максим Кондратюк (1-3 серії)
- Джестро — Олександр Погребняк
- Книга Монстрів — Ольга Радчук
- Монстракс — Максим Кондратюк
- Герб Гербетсон — Андрій Твердак

А також: Михайло Жонін, Ірина Дорошенко, Євген Пашин, Дмитро Завадський, Андрій Альохін, Михайло Тишин, Ярослав Чорненький, Наталя Ярошенко, Сергій Могилевський, Катерина Брайковська та інші.